# کشوره
کشوره (به انگلیسی: Kishawara) یک منطقهٔ مسکونی در پاکستان است که در خیبر پختونخوا واقع شده‌است.